# 沈模卫
沈模卫 (1961年12月—)，中华人民共和国教育部长江学者特聘教授，浙江大学教授，现任浙江大学工业心理学国家专业实验室主任，主要从事认知过程建模与智能人机交互研究。

## 生平
沈模卫1982年毕业于杭州大学心理学系，1992年获该校博士学位。1985年起在杭州大学任教，现任浙江大学心理与行为科学系系主任、工业心理学国家专业实验室主任。